# Jaguplije
Jaguplije falu Horvátországban Pozsega-Szlavónia megyében. Közigazgatásilag Bresztováchoz tartozik.

## Fekvése
Pozsegától légvonalban 7, közúton 9 km-re nyugatra, községközpontjától légvonalban 2, közúton 3 km-re északra, Szlavónia középső részén, az Orljava bal partján, Skenderovci és Stara Lipa között fekszik.

## Története
A határában emelkedő „Glavica” nevű magaslat leleteinek tanúsága szerint itt már a történelem előtti időben is éltek emberek. Csánki 1447-ből említ egy Jakowlecz-i János nevű pozsegai megyei országgyűlési követet feltételezve, hogy a középkori Jakovlecz falu a mai Jaguplie településsel lehet azonos. A török uralom idején muzulmán és horvát katolikus lakossága volt, akik közül a muzulmánok 1687-ben Boszniába távoztak.
1698-ban „Jaguplia” néven 6 portával szerepel a török uralom alól felszabadított szlavóniai települések összeírásában.
Az első katonai felmérés térképén „Dorf Jaguplie” néven látható. Lipszky János 1808-ban Budán kiadott repertóriumában „Jaguplie” néven szerepel. Nagy Lajos 1829-ben kiadott művében „Jaguplie” néven 36 házzal és 269 katolikus vallású lakossal találjuk. 1857-ben 247, 1910-ben 353 lakosa volt. 1910-ben a népszámlálás adatai szerint lakosságának 79%-a horvát, 12%-a magyar, 6%-a német anyanyelvű volt. Pozsega vármegye Pozsegai járásának része volt. Az első világháború után 1918-ban az új szerb-horvát-szlovén állam, majd később (1929-ben) Jugoszlávia része lett. 1967-ben bevezették az elektromos áramot. 1991-ben lakosságának 96%-a horvát, 2%-a szerb nemzetiségű volt. 2011-ben 137 lakosa volt.

## Lakossága
| Lakosság változása | Lakosság változása | Lakosság változása | Lakosság változása | Lakosság változása | Lakosság változása | Lakosság változása | Lakosság változása | Lakosság változása | Lakosság változása | Lakosság változása | Lakosság változása | Lakosság változása | Lakosság változása | Lakosság változása | Lakosság változása |
| ------------------ | ------------------ | ------------------ | ------------------ | ------------------ | ------------------ | ------------------ | ------------------ | ------------------ | ------------------ | ------------------ | ------------------ | ------------------ | ------------------ | ------------------ | ------------------ |
| 1857               | 1869               | 1880               | 1890               | 1900               | 1910               | 1921               | 1931               | 1948               | 1953               | 1961               | 1971               | 1981               | 1991               | 2001               | 2011               |
| 247                | 250                | 211                | 265                | 299                | 353                | 332                | 353                | 365                | 359                | 346                | 291                | 238                | 205                | 175                | 137                |